# Zuidbuurt (Zoeterwoude)

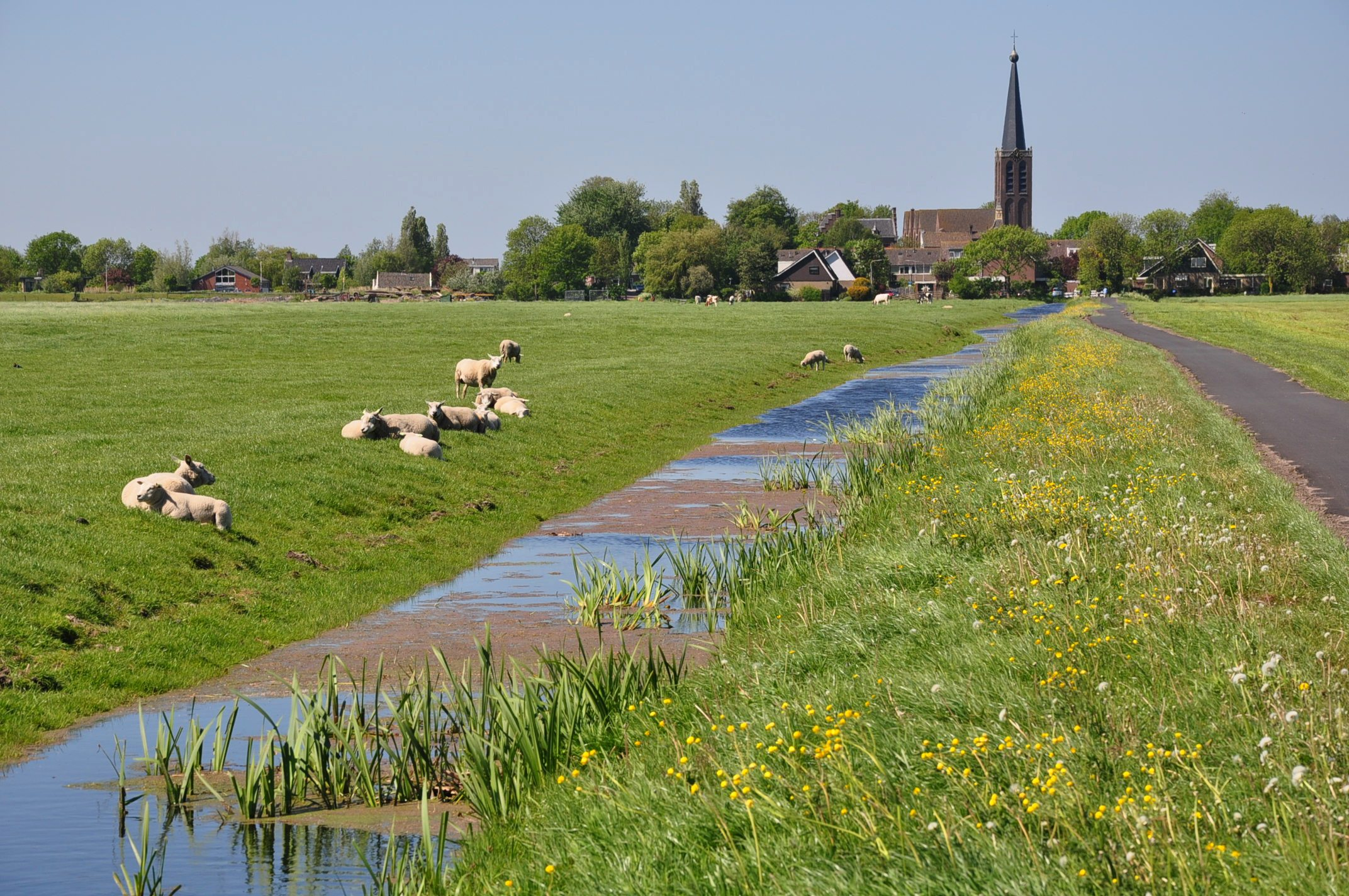
Blik over de Westbroekpolder op Zoeterwoude-Zuidbuurt. Rechts het lange Kerkpad.

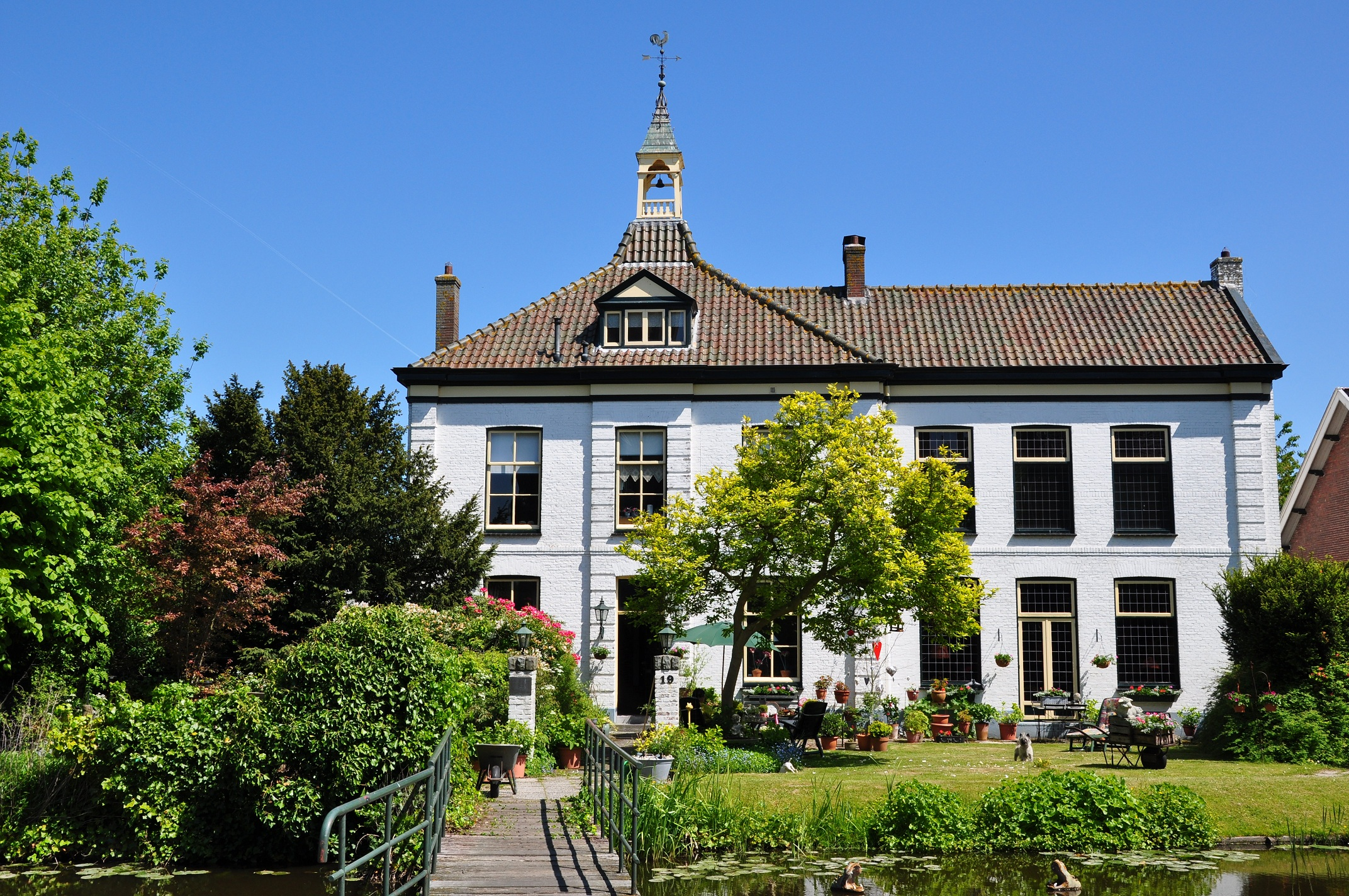
Voormalig klooster/'liefdesgesticht' van de Zusters Franciscanessen van Bennebroek, met bewaar-, leer-, en naaischool voor meisjes aan de Zuidbuurtseweg 19.

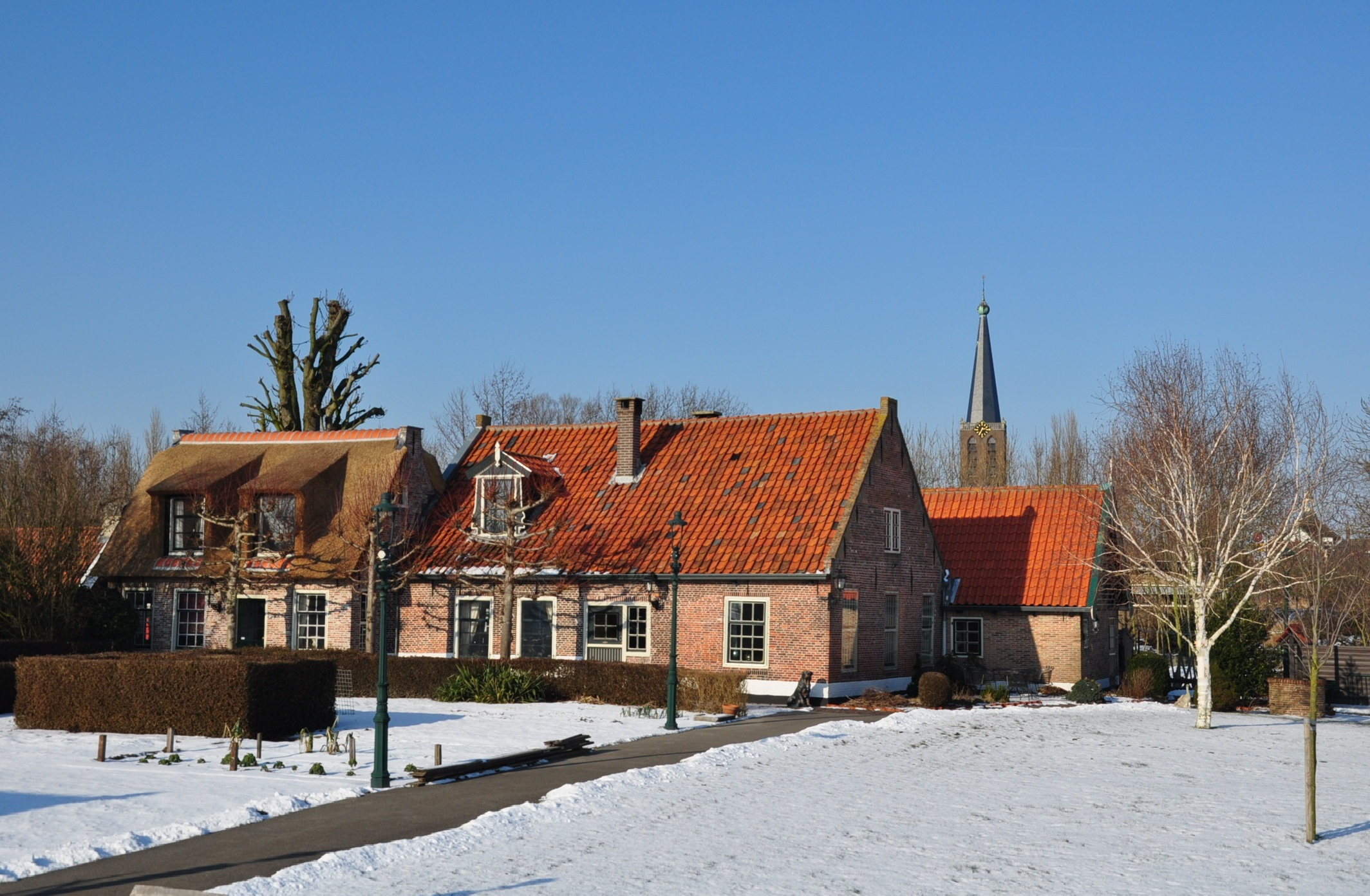
Boerderij aan de Zuidbuurtseweg.

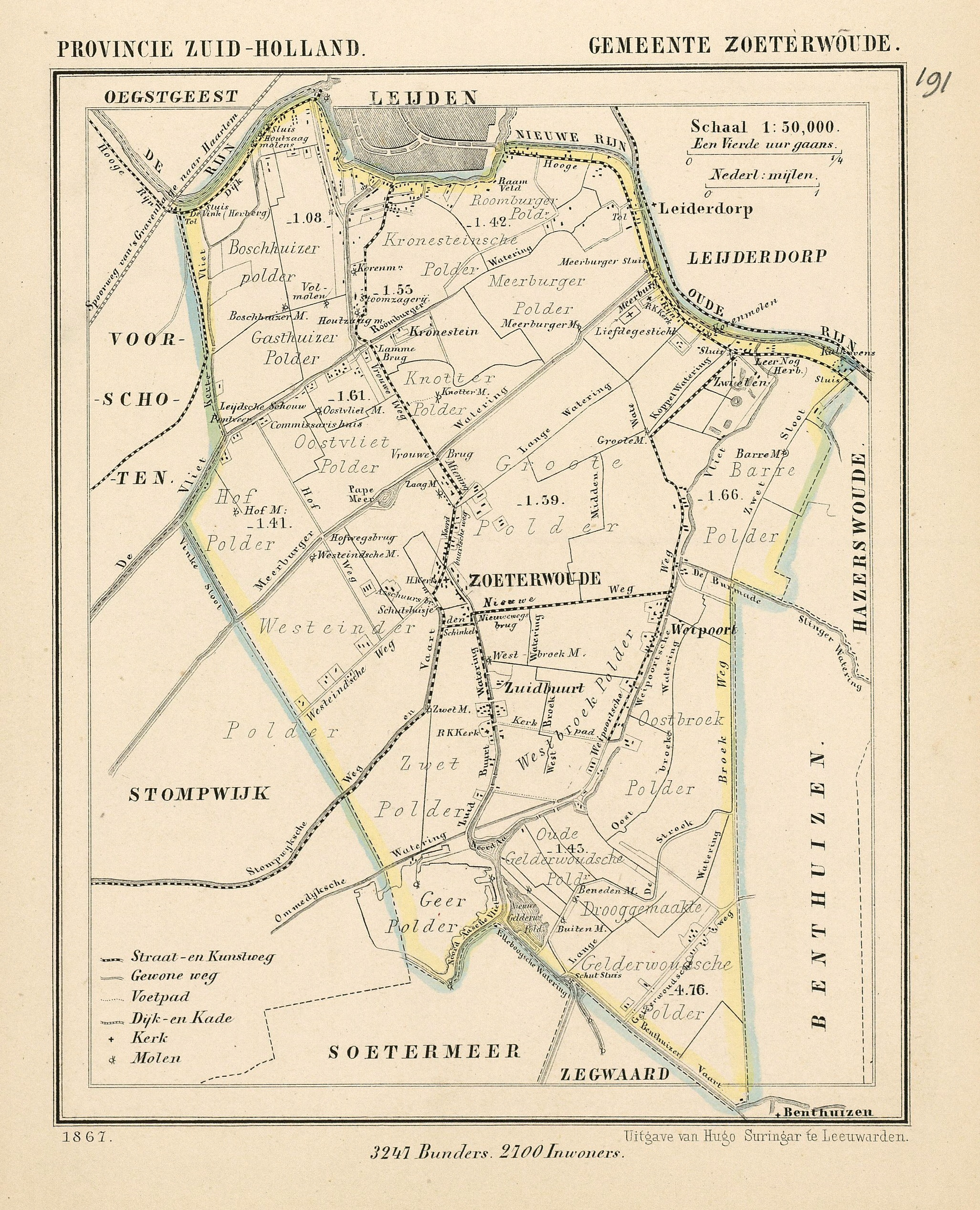
Kaart van de gemeente Zoeterwoude uit 1867 met de ligging van Zuidbuurt ten opzichte van Zoeterwoude-dorp.

Zuidbuurt, vaak De Zuidbuurt genoemd, is een lintvormige buurtschap in de gemeente Zoeterwoude (Provincie Zuid-Holland), ongeveer 1 kilometer ten zuiden van Zoeterwoude-Dorp. Zuidbuurt heeft 415 inwoners (2011). Het is de tegenhanger van de buurtschap Noordbuurt.

## Beschrijving
Tot in de twintigste eeuw was Zuidbuurt niet veel meer dan een lint langs de Zuidbuurtse Watering van circa 20 boerderijen met bijbehorende woningen voor boerenarbeiders, een winkeltje annex café en een halte- en wisselplaats voor de postkoets. Een rooms-katholieke kerk nam -en neemt er nog steeds- een prominente plaats in. Later kwamen er een Franciscanessenklooster, een kleuter- en meisjesschool en een klein katholiek bejaardentehuis bij. 

De Zuidbuurtse weg ligt ten westen van de Watering; de huizen aan de overkant van de Watering zijn door bruggen met de weg verbonden. Tot 1963 was er slechts één zijweggetje, het Laantje. In de jaren zestig en zeventig van de twintigste eeuw is de buurtschap uitgebreid met twee kleine nieuwbouwwijkjes: de Zuidhof ten westen van de Watering en de Zonnegaarde ten oosten ervan. Zuidbuurt is via twee zgn. kerkpaden door de Westbroekpolder verbonden met de Weipoort, een meer oostelijk gelegen buurtschap in Zoeterwoude. Aan de westzijde van Zuidbuurt ligt de Zwet- en Groote Blankaartpolder. De weg tussen Zoeterwoude-dorp en Zuidbuurt werd rond 1850 verhard, maar liep dood ten zuiden van de buurtschap. In 1883 werd deze weg via een brug doorgetrokken naar de Drooggemaakte Geer- en Kleine Blankaardpolder en van daar richting Stompwijk.

Ondanks zijn onaanzienlijkheid was Zuidbuurt tot 1 september 1998 het centrum van een uitgestrekt decanaat, aanvankelijk behorende tot het bisdom Haarlem, en vanaf 1956 behorende tot het bisdom Rotterdam. Van hieruit werden parochies in de wijde omtrek bestuurd.

## Sint-Jan's Onthoofdingkerk

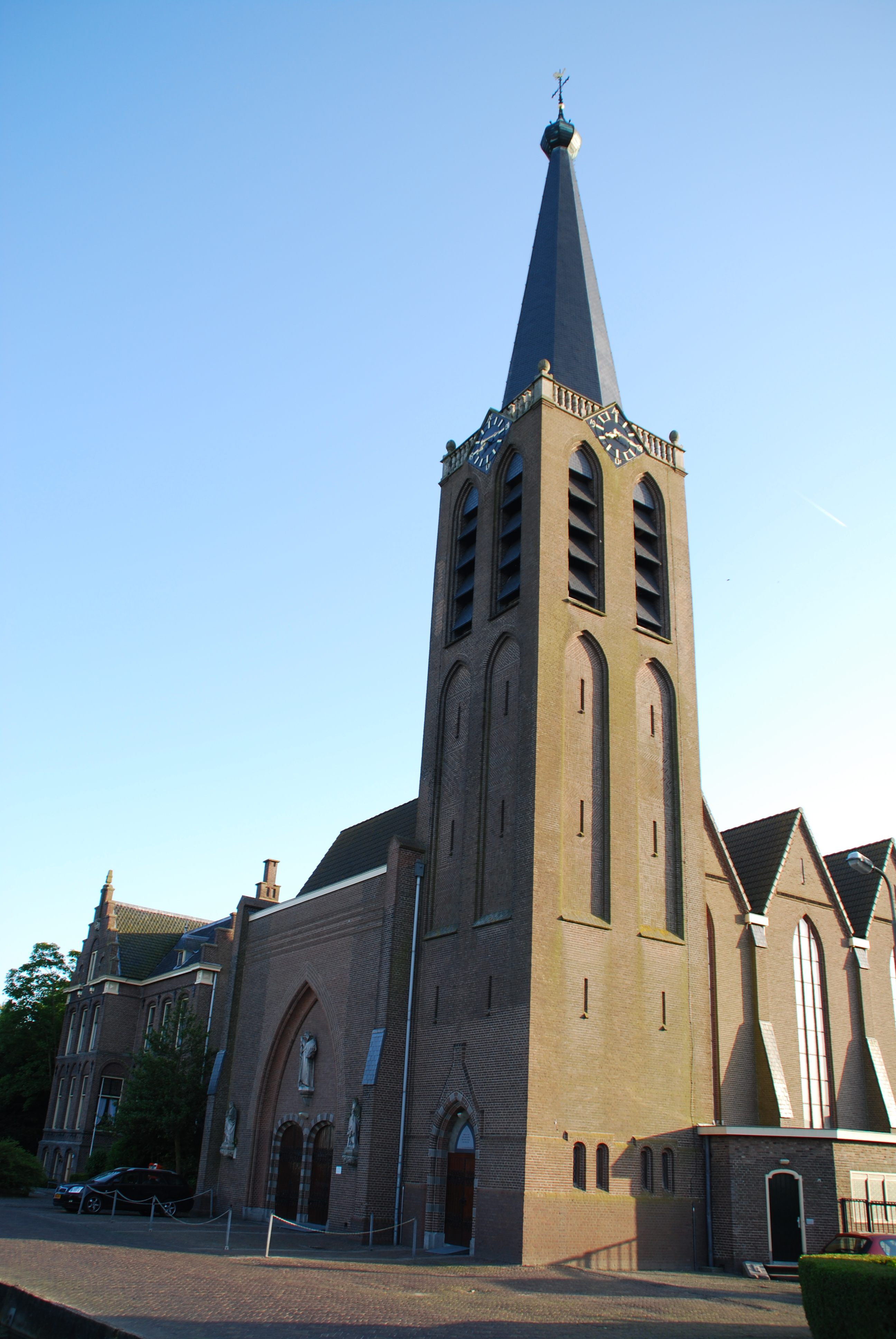
Sint-Jan's Onthoofdingkerk

De buurtschap ligt gegroepeerd rond de aanvankelijk monumentale Rooms-katholieke Sint-Jan's Onthoofdingkerk. Vlak na de Reformatie werd op deze plek al een RK-kerk gebouwd, die zoals veel schuilkerken of boerderijkerken buiten het eigenlijke dorp was gesitueerd. Zoeterwoude werd immers al in 1656 een zelfstandige statie van de RK-kerk en de bij de Reformatie aan de protestanten kwijtgeraakte kerk in Zoeterwoude-Dorp werd nooit teruggegeven aan de katholieken. Daarnaast was het rooms-katholieken tot 1853 verboden kerken te bouwen in dorpen en steden, wat de betrekkelijk afgelegen locatie van de kerk in Zuidbuurt kan verklaren. De schuilkerk werd in 1843 vervangen door een waterstaatskerk en in de jaren 1902-1904 door de huidige neogotische Sint-Jan's Onthoofdingkerk. Deze werd ontworpen door Jan Stuyt en Joseph Cuypers, maar de toenmalige deken F.C.X. Mosmans had aanzienlijke invloed op details van het ontwerp en versiering van het gebedshuis.

Op 12 juni 1964 brandde de kerk af, maar de toren bleef gespaard. Enkele jaren later werd een deel van de kerk onder leiding van de architect P.N.A. Sips herbouwd; van de oorspronkelijke luister is echter veel verdwenen. Van het priesterkoor en dwarsschip, nog bereikbaar via de oorspronkelijke "dodenpoort", zijn alleen nog de ruïnes overgebleven. Het langschip werd afgesloten door een blinde muur en overkapt met vijf spitsdaken. Tegen de blinde muur, een klaagmuur, bevindt zich een Golgothagroep van de hand van de beeldhouwer Pieter Biesiot.

Vlak bij de pastorie, die zich direct naast de kerk bevindt, staat het standbeeld van een gekroond Heilig Hartbeeld met het opschrift "Regi saeculorum" (Koning der eeuwen). Op het voetstuk is tevens een gebed tot het H. Hart afgebeeld.

## De Zwarte Madonna van Zuidbuurt
Vermaard was het zwart-gebeitste hoog opgetrokken gotische Maria-altaar met de Zwarte Madonna, een in hout gesneden beeld tussen twee engelen. Maria werd uitgebeeld met zilveren kroon, met twaalf sterren omkranst hoofd, en met in de handen een scepter en een rozenkrans. De kaarsenbanken schilderden de Boodschap (zie Lucas 1:26-35) en de Opdracht in de Tempel door Hanna (Anna) en Simeon (zie Lucas 2:25-38). Verder stond er een antiek ivoren kruis op het altaar. Het altaar is bij de brand verloren gegaan; het Mariabeeld werd gered en bevindt zich nu in het gerestaureerde deel van de kerk.

## De kruisweg van Molkenboer
Van een bijzonder hoge kwaliteit is de kruisweg met de veertien staties, van de hand van Theo Molkenboer. Deze kruisweg, vervaardigd uit doffe, gesinterde tegels, heeft nagenoeg in zijn geheel de brand van 1964 overleefd. De laatste statie die de graflegging voorstelt, is echter verminkt, maar toch in het gerestaureerde deel van de kerk geplaatst.

De twee staties bij de hoofddeur bevatten afbeeldingen van Zuidbuurtse of Zoeterwoudse ooggetuigen van het lijdensdrama van Jezus. Links zien we de bouwpastoor, deken Mosmans, samen met een echtpaar bij een smederij; rechts zien we twee boeren-echtparen bij een hooiberg en een boerderij.

Opmerkelijk is dat de voorganger van de Sint-Jan's Onthoofdingkerk werd ontworpen door een architect met dezelfde naam Theo Molkenboer.

## Aartspriester Van Banning
Het kerkhof achter de kerk werd tot in de jaren zestig gedomineerd door de majestueuze grafzerk op de tombe van Joannis van Banning, van 1824 - 1832 aartspriester van Holland, Zeeland en West-Friesland, die bij testament liet vastleggen dat tot in de eeuwigheid uitsluitend zijn stoffelijk omhulsel in het graf mocht liggen.

Van Banning (1766 - 1840) behoorde tot de Hollandse Zending. Als pastoor van de statie Soeterwoude was hij een van de eersten die een katholieke begraafplaats liet aanleggen, die 6 mei 1817 werd ingezegend. 

Omdat de grafsteen op zijn tombe gebroken was en ernstig onder weersinvloeden te lijden had gehad, is het graf van Van Banning opgeheven en is de aartspriester bijgezet in het priestergraf op het kerkhof. Het priestergraf draagt een Latijnse inschrift uit de Vulgaat: "Ossa eorum pullulent de loco suo". In het Nederlands: "Hun gebeente schiete nieuwe loten", naar Ecclesiasticus 46:14.

Andere belangrijke geestelijken:

Andere bekende geestelijken, die in Zuidbuurt als kapelaan, pastoor of deken hebben gewerkt, zijn Evarardus Stephanus van der Haagen, van 1846 tot 1853 aartspriester van Holland, Zeeland en West-Friesland, en Caspar Josefus Martinus Bottemanne, die van 1883 tot 1903 bisschop van Haarlem was.

## Klooster en Emmaus
Tegenover de kerk bewoonden vanaf 1881 tot eind jaren zestig de Zusters Franciscanessen van Bennebroek (Franciscanessen van het St.Lucia-klooster in Bennebroek) een klooster. Ze bestierden een kleuterschool en een meisjesschool, een wat toen een Lagere School genoemd werd. Een belangrijke taak van de Zusters was het onderwijzen van misdienaars en acolieten in het Latijn en de katholieke liturgie. Het opvallende pand is voorzien van een houten klokkenstoel.

Van 1949 tot 1968 verrichtten de zusters bejaardenzorg in Huize Emmaüs, een kleine villa naast het klooster.